# Pirsaat Buxtası
Pirsaat Buxtası är en vik i Azerbajdzjan.   Den ligger i distriktet Baku, i den östra delen av landet, 80 km sydväst om huvudstaden Baku.